# Хасанова Аїда Іллясівна
Аїда Іллясівна Хасанова (узб. Aida Ilyasovna Xasanova; 4 серпня 1983, м. Ташкент, Узбецька РСР, СРСР — 23 травня 2023, м. Ташкент, Узбекистан) — узбекистанська фехтувальниця та міжнародний суддя з фехтування.

## Життєпис
Аїда Хасанова була чемпіонкою Узбекистану з фехтування на флоретах 1998, 1999, 2000, 2002 років, а також володаркою Кубка Узбекистану з фехтування на шаблях 2008 року. Аїда представляла Узбекистан на чемпіонатах світу в Санкт Петербурзі в Росії в 2007 році та Турині в Італії в 2006 році .
У 2014 році Аїда стала першим суддею міжнародного класу з фехтування в історії Узбекистану на всіх трьох видах зброї. З того ж року вона була суддею Міжнародної Федерації Фехтування (FIE) і судила на міжнародних чемпіонатах та турнірах .
У 2019 році Аїда стає першою суддею з Узбекистану та країн Центральної Азії, яка представлятиме свою батьківщину на Олімпійських Іграх у Токіо. Вона також була єдиною жінкою-суддею, яка представляє весь Азіатський регіон на Олімпіаді 2020 року .
Померла 23 травня 2023 року на 40-му році життя після проведеної косметологічної операції .